# Аргел (Сома)
Аргел (фр. Arguel) насеље је и општина у североисточној Француској у региону Пикардија, у департману Сома која припада префектури Амјен.
По подацима из 2011. године у општини је живело 30 становника, а густина насељености је износила 11,81 становника/km². Општина се простире на површини од 2,54 km². Налази се на средњој надморској висини од 200 метара (максималној 177 m, а минималној 109 m).

## Демографија
| 1962. | 1968. | 1975. | 1982. | 1990. | 1999. | 2011. |
| ----- | ----- | ----- | ----- | ----- | ----- | ----- |
| 78    | 54    | 30    | 35    | 31    | 35    | 30    |

График промене броја становника у току последњих година